# Middle of Nowhere (2008)
Middle of Nowhere ist ein US-amerikanisches Filmdrama von Regisseur John Stockwell aus dem Jahr 2008. Der Film ist seit dem 24. Juni 2009 auf DVD erhältlich.

## Handlung
Die 19-jährige Grace möchte Medizinerin werden und daher nach ihrem High-School-Abschluss studieren. Es wird ihr jedoch mitgeteilt, dass sie hohe Schulden hat und deswegen keinen Kredit bekommt um ihr Studium zu finanzieren. Die Schulden von über 30.000 Dollar laufen zwar auf ihren Namen, wurden aber von ihrer Mutter Rhonda verursacht. Die schloss nach dem Selbstmord ihres Mannes und Graces Vaters auf Graces Namen verschiedene Kreditverträge mit Kreditkarten ab und hofft, die Schulden bei ihrer Tochter abbezahlen zu können. Die Abfindung, die sie sich aus einem anstehenden Gerichtsverfahren erhofft hat, wird jedoch nicht gezahlt, so dass Grace auf „ihren“ Schulden sitzenbleibt. Ihrer Mutter ist das jedoch egal, hat sie doch mit der jüngeren Tochter Taylor große Pläne: Das schöne Mädchen soll eine Modelschule besuchen. Dafür ist Rhonda sogar der Weg zu ihrer Schwester nicht zu schade, bei der sie Geld leihen will, was sie kurz zuvor für Graces Studium noch abgelehnt hat.
Grace versucht unterdessen, Geld in einem Schwimmbad zu verdienen. Sie müsste bis Ende des Sommers 12.000 Dollar bezahlen, um ihren angemeldeten Studienplatz nicht an andere Bewerber zu verlieren, so erzählt sie einer Freundin. Der junge Dorian verfolgt das Gespräch und bietet Grace ein Geschäft an: Sie fährt ihn mit ihrem Auto hin und wieder zu verschiedenen Leuten und er bezahlt sie dafür. Nachdem sie für eine Tour 100 Dollar erhalten hat, kommt sie hinter den Sinn der Fahrten: Dorian dealt Marihuana. Erst ist sie entsetzt, doch als er ihr ankündigt, dass sie bis Ende des Sommers 12.000 Dollar verdienen könne, willigt sie ein. Das Geschäft floriert.
Dinge verkomplizieren sich, als Grace bei einer Drogenübergabe den smarten Ben kennenlernt und sich verliebt. Sie vernachlässigt das Geschäft mit Dorian, der seine Touren nun allein unternehmen muss. Zu einer dieser Partys, auf der er Drogen verkauft, nimmt er die 15-jährige Taylor mit, die nicht allein zu Hause bleiben will. Auf der Party trinkt sie so viel Alkohol, dass sie betrunken mit einem fremden Mann im Bad verschwindet. Dorian kann Schlimmeres verhindern. Zu Hause eröffnet Taylor ihm und Grace, was sie von ihrer Tante erfahren hat: Rhonda hatte eine Affäre mit dem Bruder ihres Mannes, also Taylors und Graces Onkel. Als ihr Vater dahinter kam, nahm er sich das Leben. Grace findet im Schrank ihrer Mutter zahlreiche Rechnungen, die belegen, dass Rhonda heimlich über 60.000 Dollar, die der Vater für die Ausbildung seiner Töchter gespart hatte, ausgegeben hat. Die Beziehung der Töchter zu ihrer Mutter wird nachhaltig gestört.
Auch Dorian hat Probleme. Er wurde von seinen reichen Eltern adoptiert, lebt jedoch als eine Art Resozialisierungsmaßnahme bei seinem strengen Onkel, wo er eine letzte Chance erhält, weg von den Drogen zu kommen. Als der Onkel in seinem Zimmer Marihuana findet, hat Dorian diese letzte Chance verspielt und flieht. Unterwegs wird er von dem Mann, der Taylor bei der Party verführen wollte, verprügelt und schließlich von Grace und Taylor gefunden. Das Drogengeschäft können beide nicht fortführen. Grace, die sich mit Dorian den Gewinn aus den Deals geteilt und bisher, mit 7.000 Dollar, nicht die nötigen 12.000 Dollar zusammengespart hat, erhält von Dorian seine Hälfte des Gewinns. Er kauft ihr damit ihr Auto ab. Während Grace nun studieren kann, ist das Auto für Dorian die Möglichkeit, seinem Leben zu entfliehen. Er fährt ein letztes Mal zum Haus seiner Adoptiveltern, klingelt am Tor und hört seine Mutter vergeblich fragen, wer da sei.

## Kritik
„[…] ‚Middle of Nowhere‘ ein zauberhaftes Coming-Of-Age-Drama, das mit zwei hochtalentierten Stars von morgen auftrumpft. Schade ist nur, dass kein Verleih genug Mut aufgebracht hat, um dem Film zumindest eine kleine Kinoauswertung zu bescheren.“